# Ritterorden von San Marco

Ritterorden von San Marco

Der Ritterorden von San Marco, oder auch Orden von Sankt Markus, war ein venezianischer Orden.

## Ordensdekoration
Das Ordenszeichen bestand aus einer goldenen Kette mit einem Medaillon daran, das auf der einen Seite den Markuslöwen, das Wappentier von Venedig, zeigte und auf der anderen Seite den Namen des regierenden Dogen trug. Auch gab es  eine Darstellung des knienden Dogen, der aus der Hand des heiligen Markus eine Fahne empfängt. In der rechten Pranke hält der Löwe ein Schwert, in der linken  ein offenes Buch mit der Inschrift: Pax Tibi Marce Evangelista meus. Es gab jährliche Pensionen.

## Einzelnachweis
1. ↑  Johann Hübners Neu-vermehrtes und verbessertes Reales Staats-, Zeitungs- und Conversations-Lexicon. Regensburg und Wien, in Verlegung Emerich Felix Baders Buchhändlers 1761, S. 937.